# Makerzy

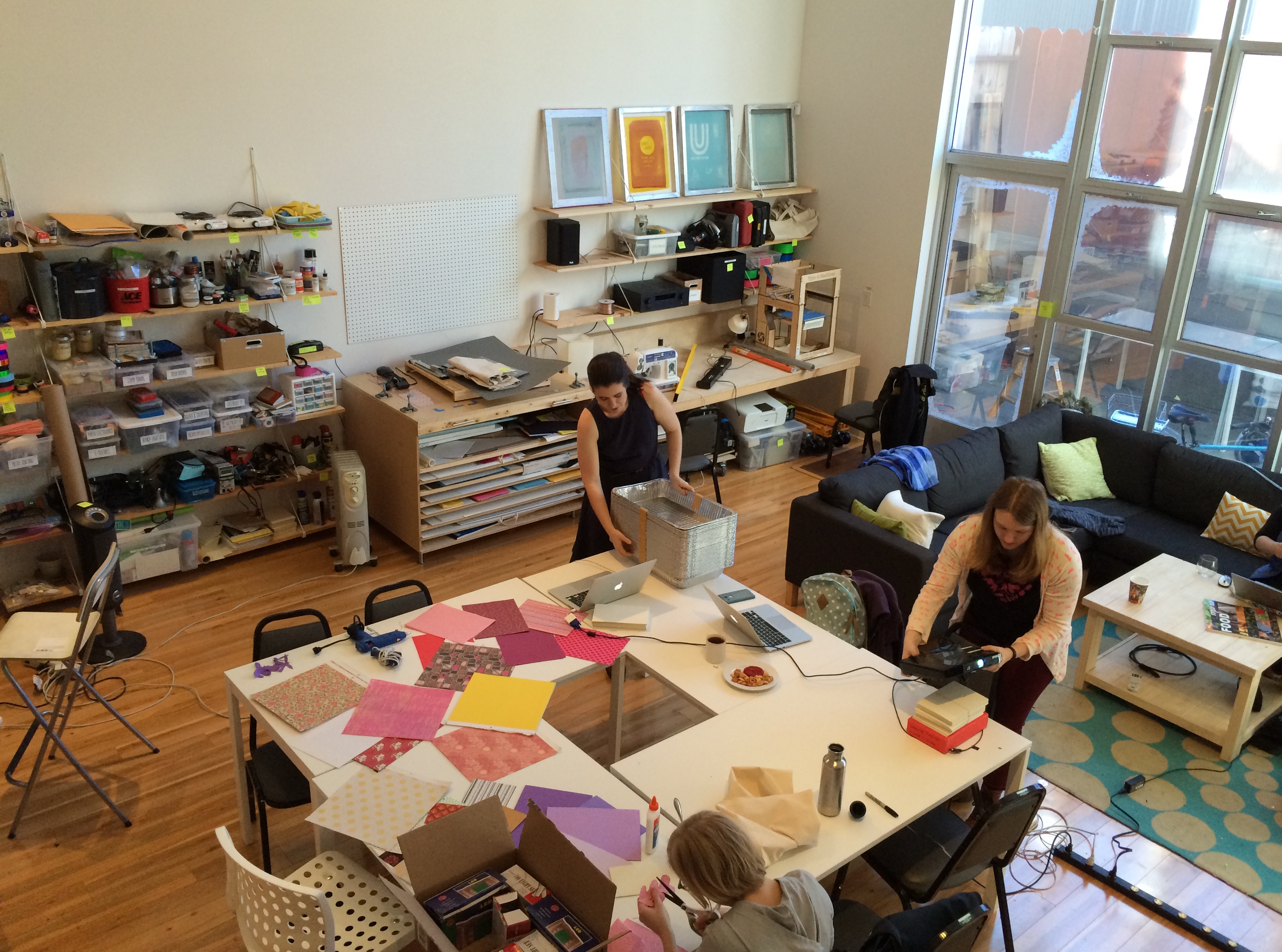
Klub makerski w San Francisco

Makerzy (także mejkerzy, ruch makerów, kultura makerów – terminy polskie od tłumaczeń angielskich „makers, maker movement, maker (sub)culture”) – określenie nowej subkultury, będącej rozwinięciem ruchu (subkultury) „zrób to sam” (ang. DIY). Makerzy używają narzędzi – od tradycyjnych (wiertarka, szlifierka, itp.) po nowoczesne rozwiązania (elektronika, robotyka, drukarki 3D) do produkcji różnych przedmiotów. W niektórych miejscach publicznych, np. bibliotekach i domach kultury, znajdują się kluby makerskie z drukarkami 3d dostępnymi dla użytkowników, tzw. przestrzenie twórcze (ang. maker space). 
Makerzy mają powiązania także z ruchem (subkulturą) hackerspace.
Od 2005 roku w Ameryce wydawane jest czasopismo Make. Od 2006 tamże odbywa się coroczna konferencja Maker Faire.

## Źródła
1. ↑  Agnieszka Koszowska, Twórcze przestrzenie w bibliotekach publicznych – jak to działa w Polsce?, „Biuletyn EBIB” (189), 23 grudnia 2019, ISSN 1507-7187 [dostęp 2022-03-17] (pol.). Brak numerów stron w czasopiśmie
2. ↑  Magdalena Wójcik, Maker space jako narzędzie budowania korzystnego wizerunku biblioteki, „Zarządzanie Biblioteką” (1(9)), 17 lipca 2017, s. 20–27, ISSN 2081-1004 [dostęp 2022-03-17] (pol.).